# Cyrtodactylus lekaguli
Cyrtodactylus lekaguli es una especie de gecos de la familia Gekkonidae.

## Distribución geográfica
Es endémica del sur de la Tailandia peninsular.